# Соглашение Вейцмана — Фейсала

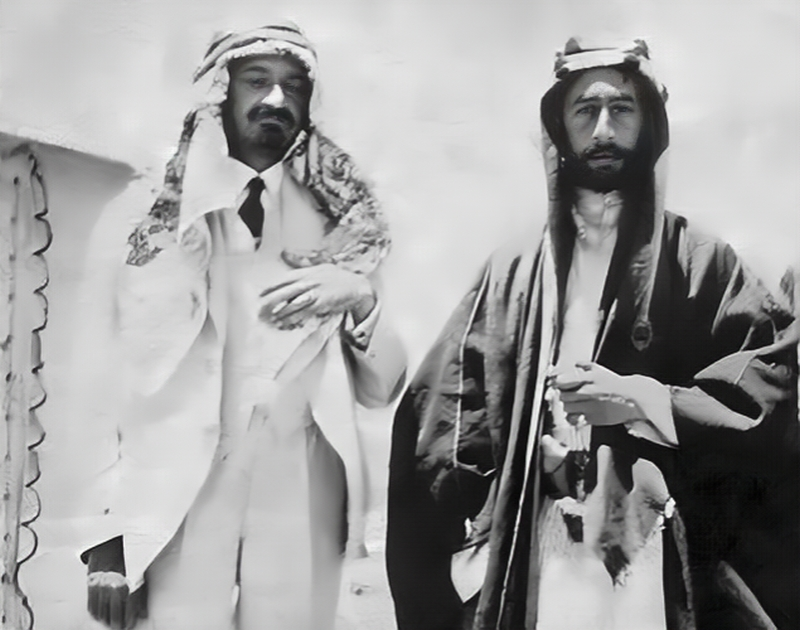
Фейсал I (справа) и Хаим Вейцман (слева) в 1918 году

Соглашение Вейцмана — Фейсала — договорённость, которую 3 января 1919 года на Парижской мирной конференции заключили руководители делегаций арабов (Фейсал I) и сионистов (Хаим Вейцман) о политическом будущем Палестины. Соглашение было использовано британцами на Парижской мирной конференции в марте 1919 года, чтобы показать согласие арабов с британскими планами, изложенными в декларации Бальфура.
Соглашение определяло границы арабского королевства, к которому стремился Фейсал, и еврейского государства, к созданию которого, согласно декларации Бальфура 1917 года, стремился Вейцман. Соглашение было напечатано по-английски, которым не владел Фейсал, и его содержание было переведено и объяснено Фейсалу Томасом Лоуренсом. Фейсал подписал его, написав рядом со своей подписью по-арабски:

При условии, что арабы получат независимость на условиях, перечисленных в моём послании от 4 января 1919 года в министерство иностранных дел Великобритании, я согласен с вышеперечисленными статьями. Если же эти условия будут изменены хотя бы малейшим образом, то я ни словом не буду связан этим Соглашением, оно будет недействительным, не будет иметь какого-либо значения, и я не смогу за него каким-либо образом отвечать.
Оригинальный текст (англ.)Provided the Arabs obtain their independence as demanded in my Memorandum dated the 4th of January, 1919, to the Foreign Office of the Government of Great Britain, I shall concur in the above articles. But if the slightest modification or departure were to be made [sc. in relation to the demands in the Memorandum] I shall not be bound by a single word of the present Agreement which shall be deemed void and of no account or validity, and I shall not be answerable in any way whatsoever.

Дата 4 января является ошибочной или относится к посланию, которое неизвестно историкам, иракский историк Али Аллауи относит её к посланию Фейсала от 1 января 1919 года. Фейсал всё соглашение ставил в зависимость от выполнения Великобританией её обещания о независимости арабов и присутствию Палестины в независимом арабском государстве, как было обещано в переписке Макмагона и Хусейна. Это обещание британцы не выполнили. Арабы не получили независимости, а Великобритания и Франция разделили арабскую территорию между собой.
Британцы и французы во время Первой мировой войны в секретном соглашении Сайкса — Пико (англ. Sykes-Picot Agreement) договорились о разделении сфер интересов на Ближнем Востоке, и Франция требовала выполнения этого соглашения. В конце 1919 года британцы ушли с сирийско-ливанского побережья Средиземного моря и французы приняли управление подмандатной территорией.
Арабы враждебно отнеслись к такому развитию ситуации, считая это нарушением договорённостей военного времени 8 марта 1920 года Фейсал был провозглашён королём Ирака.